# Президентство Ибрахима Раиси
Президентство Ибрахима Раиси — деятельность Ибрахима Раиси на посту президента Ирана. Началось 5 августа 2021 года, когда он официально вступил в должность после победы на президентских выборах 2021 года. Закончилось 19 мая 2024 года в связи с его гибелью в результате авиакатастрофы в Восточном Азербайджане. 
Его президентство характеризовалось ужесточением внутренней политики, противостоянием с Западом, участием в переговорах по ядерной сделке, а также поддержкой антиизраильских и пророссийских инициатив.

## Президентские выборы 2021 года

### Предвыборный контекст и институциональные ограничения
Президентские выборы в Иране, состоявшиеся 18 июня 2021 года, стали 13-ми в истории Исламской Республики и проходили в условиях беспрецедентного контроля со стороны консервативных институтов власти. Согласно конституции, президент избирается на четырёхлетний срок с правом одного переизбрания. Ключевую роль в формировании списка кандидатов играл Совет стражей конституции — орган из 12 членов (6 представителей духовенства, назначаемых Верховным лидером Али Хаменеи, и 6 юристов, рекомендованных судебной властью и утверждаемых парламентом). Из 592 заявок, поданных потенциальными кандидатами, Совет допустил к участию лишь семерых, отсеяв всех заметных представителей реформаторского лагеря. Среди отклонённых кандидатур оказались экс-президент Махмуд Ахмадинежад, умеренные политики и реформисты, что предопределило монополизацию электорального поля консерваторами.
За несколько дней до голосования трое из утверждённых кандидатов — экс-вице-президент Мохсен Мехрализаде (реформист), депутат парламента Алиреза Закани и бывший секретарь Высшего совета национальной безопасности Саид Джалили — объявили о снятии своих кандидатур. Закани и Джалили открыто призвали поддержать Ибрахима Раиси, что ещё более сузило конкурентное пространство. Подобная селекция кандидатов не являлась исключением, однако в 2021 году она достигла максимального за всю историю Исламской Республики уровня, вызвав критику даже со стороны экс-президента, умеренного консерватора Хасана Роухани и бывшего председателя Совета экспертов Ахмада Джаннати.

### Предвыборная кампания и общественные настроения
Кампания проходила на фоне глубокого экономического кризиса: инфляция достигала 50% (максимум за три года), безработица — 11%, а национальная валюта (риал) обесценилась на 400% с 2018 года. Санкции США, введённые после выхода из СВПД в 2018 году, сократили экспорт нефти с 2.5 млн до 0.5 млн баррелей в сутки. Пандемия COVID-19 усугубила ситуацию — к июню 2021 года в Иране было зафиксировано свыше 3 млн случаев заболевания и 80 000 смертей.
Раиси вёл кампанию под лозунгом «Народное правительство, сильный Иран», избегая прямых дебатов с Хеммати и делая упор на религиозный имидж и связи с Хаменеи. Он посетил 18 провинций, используя ресурсы возглавляемого им ранее фонда «Астан Кудс Разави» (управляющего святыней Имама Резы в Мешхеде с бюджетом $20 млрд.), что дало ему доступ к обширной инфраструктуре для митингов. Хеммати, напротив, критиковал «инженерность выборов», но призывал к мобилизации реформаторского электората, предупреждая о рисках изоляции.
Оппозиционные движения, включая Национальное движение сопротивления Ирана, призывали к бойкоту выборов, называя их «фарсом». Хаменеи лично обратился к гражданам с призывом голосовать, заявив: «Каждый голос — это залог безопасности страны». Тем не менее, по данным соцопросов, лишь 39% избирателей намеревались участвовать — рекордно низкий показатель для Ирана.

### Результаты голосования и статистические аномалии
| Кандидаты                           | Кандидаты                           | Партия                                 | Политический лагерь                 | Голоса     | %      |
| ----------------------------------- | ----------------------------------- | -------------------------------------- | ----------------------------------- | ---------- | ------ |
|                                     | Ибрахим Раиси                       | Ассоциация воинствующего духовенства   | Принципалисты                       | 18 021 945 | 72,35  |
|                                     | Мохсен Резайи                       | Исламский Иранский фронт сопротивления | Принципалисты                       | 3 440 835  | 13,81  |
|                                     | Абдольнасер Хеммати                 | Руководители строительной партии       | Реформисты                          | 2 443 387  | 9,81   |
|                                     | Амир-Хоссейн Газизаде Хашеми        | Партия исламского права                | Принципалисты                       | 1 003 650  | 4,03   |
| Недействительных/пустых бюллетеней  | Недействительных/пустых бюллетеней  | Недействительных/пустых бюллетеней     | Недействительных/пустых бюллетеней  | 3 840 919  | 13,36  |
| Всего                               | Всего                               | Всего                                  | Всего                               | 28,750,736 | 100,00 |
| Зарегистрированных избирателей/Явка | Зарегистрированных избирателей/Явка | Зарегистрированных избирателей/Явка    | Зарегистрированных избирателей/Явка | 59 310 307 | 48,48  |
| Источник: Fars News                 |                                     |                                        |                                     |            |        |

Явка составила 48.48% (28 750 736 из 59 310 307 зарегистрированных избирателей) — самый низкий уровень за всю историю президентских выборов в Исламской Республике (для сравнения: в 2017 году — 73%, в 2013 — 76%). Особенно низкая активность наблюдалась в Тегеране (34%) и урбанизированных провинциях. Рекордным стало и число испорченных бюллетеней — 13.36%, что многие аналитики расценили как форму протеста.
Раиси одержал победу в первом туре, получив поддержку 72.35% голосовавших, что, однако, соответствовало лишь 29.3% от общего числа зарегистрированных избирателей. Его результат оказался ниже, чем у предыдущих президентов на момент их избрания: Хасана Роухани (2013 — 50.7% при 73% явке), Махмуда Ахмадинежада (2005 — 61.7% при 63% явке).

### Международная и внутренняя реакция
Уходящий президент Роухани признал поражение реформаторов, поздравив Раиси в день оглашения результатов. Поздравительные телеграммы поступили от России, Китая, Турции и Сирии, тогда как страны Запада ограничились формальными комментариями. Госдепартамент США назвал выборы «несвободными и несправедливыми», указав на дисквалификацию оппонентов и репрессии.
Правозащитные организации, включая Amnesty International, выразили тревогу в связи с избранием Раиси, напомнив о его роли в массовых казнях иранских политзаключëнных в 1988 году, когда были казнены до 5 000 политических заключённых. Сам Раиси никогда не отрицал участия в трибуналах, заявляя: «Я горд, что защищал исламские ценности по Фетве Имама Хомейни».
Экономические последствия санкций и низкая явка продемонстрировали рост апатии иранского общества. Как отметил эксперт Института востоковедения РАН Владимир Сажин: «Низкая явка — это сознательный гражданский выбор, единственная форма протеста, доступная в условиях жёсткой политической системы».

## Церемония инаугурации
Инаугурация Ибрахима Раиси в качестве 8-го президента Исламской Республики Иран представляла собой многоэтапный процесс, отражающий конституционные и религиозные процедуры передачи власти. Церемония состоялась на фоне значительных внутриполитических изменений и стала кульминацией консолидации власти консервативного крыла иранского политического истеблишмента.

### Церемония утверждения
Официальная процедура вступления в должность началась 3 августа 2021 года с церемонии "танфиз" (перс. تنفیذ‎ — «утверждение»), состоявшейся в резиденции Высшего руководителя Ирана аятоллы Али Хаменеи в Тегеране. На этой закрытой церемонии, проходившей с соблюдением строгих протоколов здравоохранения из-за пандемии COVID-19, Хаменеи вручил Раиси официальный декрет о назначении на пост президента. В тексте декрета, опубликованном на официальном сайте Хаменеи, Раиси был охарактеризован как «опытный, неутомимый, компетентный, популярный ученый хутжат аль-ислам» (один из высших шиитских религиозных титулов). Эта церемония имела глубокое символическое значение, подчёркивая подчинённое положение президента по отношению к Высшему руководителю в иранской политической системе.

### Инаугурация в меджлисе
Основная церемония инаугурации состоялась 5 августа 2021 года в здании иранского парламента (Меджлиса) в Тегеране. Мероприятие началось в 17:00 по местному времени и проводилось с беспрецедентными мерами безопасности. Протокольные мероприятия включали:
1. Парламентские процедуры: Церемонию открыл спикер Меджлиса Мохаммад-Багер Галибаф, который в своей речи подчеркнул историческую значимость момента и вызовы, стоящие перед новым правительством[17]. Затем выступил глава судебной власти Голям-Хоссейн Мохсени-Эджеи, который передал Раиси символические атрибуты президентской власти;
2. Присяга президента: Раиси принял присягу, возложив руку на Коран, и произнёс программную речь перед депутатами парламента и иностранными делегациями. В своей инаугурационной речи он заявил: «Моё правительство будет добиваться отмены тиранических санкций США, но мы не позволим другим странам диктовать, как управлять экономикой Ирана»[13]. Он также пообещал бороться с коррупцией, бедностью и обеспечить экономическую самостоятельность Ирана;
3. Формирование правительства: В соответствии с конституционными процедурами, Раиси получил двухнедельный срок для представления парламенту состава своего кабинета министров и правительственной программы.

### Международное представительство
Церемония инаугурации отличалась широким международным представительством. Согласно официальным данным, мероприятие посетили более 115 официальных лиц из 73 стран, включая:
1. 10 глав государств, включая президента Ирака Бархама Салеха, президента Афганистана Ашрафа Гани и президента Венесуэлы Николаса Мадуро;
2. 20 спикеров парламентов, среди которых председатель Государственной думы РФ Вячеслав Володин (возглавлявший российскую делегацию по поручению президента России Владимира Путина);
3. 11 глав МИД различных государств;
4. Премьер-министры и специальные посланники из Таджикистана, Узбекистана, Нигера, Танзании, Пакистана, Южной Кореи и других стран.

Особое внимание привлекло присутствие премьер-министра Армении Никола Пашиняна, что подчеркнуло важность кавказского направления во внешней политике Ирана. Также на церемонии присутствовали представители 11 международных и региональных организаций, включая ООН, Европейский союз, Евразийский экономический союз и Межпарламентский союз. Присутствие Володина вызвало особый резонанс в западных СМИ, учитывая, что он находился под санкциями ЕС, а сам Раиси — под санкциями США.

### Символическое значение
Инаугурация Раиси имела несколько важных символических аспектов:
1. Консолидация власти консерваторов: Приход Раиси к власти завершил переход всех ветвей власти Ирана под контроль консервативного крыла после того, как в 2020 году консерваторы получили большинство в Меджлисе, а судебная власть уже находилась под контролем Раиси[18]. Эксперты расценили это как «поразительную консолидацию власти»[18];
2. Преемничество Высшего руководителя: Как протеже и доверенное лицо Хаменеи, Раиси рассматривался как вероятный преемник на посту Высшего руководителя Ирана[19][20]. Его избрание президентом укрепило эту позицию;
3. Международный имидж: Несмотря на широкое международное представительство, западные страны в основном направили представителей низкого уровня или ограничились дипломатическими поздравлениями, что отражало сохраняющуюся напряжённость в отношениях[15].

### Критический контекст
Церемония инаугурации проходила на фоне критики со стороны правозащитных организаций и западных правительств. Раиси находился под санкциями США с 2019 года за предполагаемое участие в массовых казнях политических заключённых в 1988 году, когда он был заместителем прокурора Тегерана. Правозащитные группы, включая Amnesty International, неоднократно призывали международное сообщество бойкотировать церемонию инаугурации, называя Раиси «столпом системы, которая сажает в тюрьму, пытает и убивает людей за смелость критиковать государственную политику». Сам Раиси отвергал эти обвинения, заявляя в 2021 году: «Если судья, прокурор защищал безопасность людей, его следует хвалить... Я горжусь тем, что защищал права человека на каждой должности, которую занимал».

### Освещение в СМИ
Церемония широко освещалась в международных СМИ, при этом акценты различались в зависимости от региона. Иранские государственные СМИ подчёркивали торжественность мероприятия и широкое международное признание. Западные издания, такие как BBC и Reuters, акцентировали низкую явку на выборах, критику правозащитных организаций и санкционный статус нового президента. Для освещения мероприятия были аккредитованы 170 иранских и иностранных журналистов.

## Внутренняя политика
Внутренняя политика Ибрахима Раиси в период его президентства (2021–2024) характеризовалась усилением консервативно-религиозного курса, попытками стабилизировать экономику в условиях жёстких санкций, жёстким подавлением инакомыслия и борьбой с коррупцией. Его подход отражал консолидацию власти в руках консерваторов — сторонников незыблемости идеалов Исламской революции 1979 года, при одновременном углублении социально-экономических проблем и росте общественного недовольства.

### Экономический курс и социальные вызовы
Экономика Ирана в период президентства Раиси находилась под давлением многолетних международных санкций (особенно ужесточившихся после выхода США из СВПД в 2018), внутренней неэффективности и коррупции. Администрация Раиси декларировала приоритетами борьбу с бедностью, безработицей и инфляцией, достигшей более 40%. Он обещал построить 4 миллиона домов для нуждающихся и провести масштабные антикоррупционные чистки. Однако практические результаты были ограничены. Санкции блокировали доступ к международным финансовым потокам и технологиям, затрудняя восстановление нефтяного экспорта — ключевого источника доходов бюджета. Национальная валюта, риал, продолжала стремительно обесцениваться, что ещё больше подрывало покупательную способность населения. Экономический кризис усугублялся неэффективным госуправлением и сохранявшимися коррупционными практиками, несмотря на громкие заявления и отдельные показательные дела. Рост цен на продовольствие и топливо оставался одним из главных источников недовольства граждан, особенно малообеспеченных слоёв, на поддержку которых Раиси изначально претендовал.

### Политические репрессии и подавление инакомыслия
Раиси, имевший многолетний опыт работы в судебной системе, включая должность Генерального прокурора и Главы судебной власти, проводил жёсткую линию в отношении любой оппозиции. Его президентство ознаменовалось ужесточением контроля над гражданским обществом. Наиболее ярким примером стало силовое подавление общенациональных протестов, вспыхнувших в сентябре 2022 года после смерти 22-летней Махсы Амини, задержанной полицией нравов за "ненадлежащее" ношение хиджаба. Протесты, инициированные женщинами, быстро переросли в движение с требованиями политических свобод и отмены репрессивных законов. В ответ власти развернули кампанию массовых задержаний (тысячи человек) и жестоких репрессий. Правозащитные группы сообщали о сотнях погибших в ходе разгона демонстраций. Примечательно, что незадолго до этих событий Раиси подписал указ о ужесточении закона «о хиджабе и целомудрии», что продемонстрировало его курс на усиление религиозного контроля. Репутация Раиси как одного из судей печально известных комиссий смерти в 1988 году (когда были казнены тысячи политзаключенных) накладывала отпечаток на восприятие его правления как эпохи беспрецедентных репрессий. США вводили против него персональные санкции за нарушения прав человека, включая пытки и казни несовершеннолетних.

### Религиозная политика и социальный контроль
Внутренняя политика Раиси была направлена на укрепление исламских норм в общественной жизни. Помимо ужесточения законов о хиджабе, его администрация усилила давление на полицию нравов (Гашт-е Эршад), расширив её полномочия по контролю за соблюдением дресс-кода и норм поведения в общественных местах. Этот курс встречал растущее сопротивление, особенно среди молодёжи и женщин в городах, что вылилось в массовые протесты 2022—2023 гг. под лозунгами «Женщина, жизнь, свобода». Несмотря на репрессии, протесты показали глубокий раскол между государственной идеологией и значительной частью общества. Хотя Раиси инициировал разработку законопроектов по защите женщин от бытового насилия, эти шаги воспринимались критиками как недостаточные и лицемерные на фоне систематического ущемления прав женщин государством.

### Консолидация власти консерваторов и кризис легитимности
Победа Раиси на выборах 2021 года (62% голосов) была достигнута в условиях рекордно низкой явки (48.4%) и системного отстранения от выборов всех серьёзных конкурентов из числа реформаторов и умеренных консерваторов Советом стражей конституции. Это привело к тому, что Раиси, несмотря на формальное большинство голосов, получил мандат от меньшинства электората. Фактически, он стал президентом в условиях, когда легальная оппозиция была маргинализирована: консерваторы контролировали парламент (Меджлис), судебную систему и, через высшего руководителя Хаменеи, силовые структуры. Такая монополизация власти "принципиалистами" позволяла Раиси проводить свою политику без оглядки на парламентскую оппозицию (её практически не осталось), но одновременно лишала его правление широкой общественной поддержки и легитимности в глазах значительной части населения. Раскол общества, где одна часть поддерживала консервативный курс, а другая (не менее значительная) выступала за реформы и открытость миру, только углублялся. Низкая явка и высокий процент испорченных бюллетеней на выборах 2021 стали немым укором системе и лично Раиси.

### Борьба с коррупцией
Борьба с коррупцией была одним из ключевых предвыборных лозунгов Раиси и оставалась в фокусе его внутренней политики. Будучи главой судебной власти (2019—2021), он уже зарекомендовал себя как активный борец с коррупцией. На посту президента он продолжил эту линию, инициировав расследования в отношении ряда чиновников и бизнесменов. Были громкие аресты и судебные процессы. Однако критики указывали, что кампания часто носила избирательный характер, фокусируясь на фигурах, не связанных с высшими эшелонами власти или силовыми структурами, либо являвшихся конкурентами влиятельных консервативных группировок. Глубинные системные причины коррупции, включая непрозрачность деятельности мощных экономических конгломератов, контролируемых Корпусом стражей исламской революции (КСИР) и религиозными фондами (боньяд), такие как "Астан Кодс Разави", который сам Раиси возглавлял в 2016—2019 гг., оставались нерешёнными. Экономические трудности, усугубляемые санкциями, также создавали питательную среду для новых коррупционных схем.

## Внешняя политика
Внешнеполитический курс Ибрахима Раиси в качестве президента Ирана (2021—2024) характеризовался сочетанием идеологической жесткости, прагматизма в экономических вопросах и стратегического сближения с антизападными силами. Его подход базировался на нескольких ключевых принципах: непримиримая позиция в отношении Израиля и США, поддержка «оси сопротивления» (объединяющей проиранские силы на Ближнем Востоке), стремление к ослаблению санкционного давления через диалог по ядерной программе, а также углубление партнерства с Россией и Китаем как противовес западному влиянию. Раиси, будучи ультраконсерватором и протеже Высшего руководителя Али Хаменеи, рассматривал внешнюю политику как инструмент защиты исламских ценностей и укрепления региональных позиций Ирана, несмотря на внутренний экономический кризис и массовые протесты.

### Ядерная сделка и отношения с Западом
Раиси унаследовал сложные переговоры по возобновлению Совместного всеобъемлющего плана действий (СВПД), соглашения 2015 года, которое ограничивало иранскую ядерную программу в обмен на снятие санкций. После одностороннего выхода США из сделки в 2018 году при Дональде Трампе и введения «максимального давления» Тегеран постепенно наращивал обогащение урана. Несмотря на принадлежность к консервативному лагерю, скептически относившемуся к сотрудничеству с Западом, администрация Раиси продолжила переговоры в Вене под эгидой ЕС. Однако она выдвинула более жесткие условия: гарантии невозможности повторного выхода США из сделки, снятие Корпусом стражей исламской революции (КСИР) с террористического списка США и завершение расследований МАГАТЭ по необъявленным ядерным объектам.
Переговорная тактика Раиси сочеталась с технической эскалацией: к 2024 году Иран обладал запасами урана, обогащенного до 60% (близкого к оружейному уровню), и ограничивал доступ инспекторов МАГАТЭ. Это создавало рычаг давления, но одновременно укрепляло консенсус Запада против Ирана. В ответ на резолюцию МАГАТЭ в ноябре 2022 года, осуждающую сокрытие ядерной деятельности, Тегеран отключил камеры наблюдения агентства на ключевых объектах. Хотя в 2023—2024 годах отмечались точечные размораживания иранских активов за рубежом (например, $6 млрд в Южной Корее в обмен на освобождение американских заключенных), полное восстановление СВПД так и не состоялось. Раиси открыто заявлял, что санкции не сломили Иран, и позиционировал развитие ядерных технологий как «неотъемлемое право», не зависящее от западного одобрения.
Отношения с Европой оставались напряженными. ЕС вводил санкции против иранских чиновников, включая самого Раиси, за подавление протестов и военные поставки России. Тегеран, в свою очередь, обвинял европейские страны в двойных стандартах по палестинскому вопросу и поддержке «мятежников». Дипломатические инциденты, такие как отмена визита Раиси в Женеву в декабре 2023 года из-за угрозы ареста по обвинениям в причастности к комиссиям смерти 1988 года, подчеркивали его международную изоляцию.
| Дата          | Событие                                                                       | Последствия                                                      |
| ------------- | ----------------------------------------------------------------------------- | ---------------------------------------------------------------- |
| Август 2021   | Раиси вступает в должность; переговоры в Вене приостановлены                  | Усиление риторики о «сопротивлении»                              |
| Февраль 2022  | Иран начинает обогащение урана до 60% на установках в Фордо                   | Сокращение «времени прорыва» к созданию ядерной бомбы            |
| Сентябрь 2022 | МАГАТЭ принимает резолюцию с требованием сотрудничества                       | Иран отключает 27 камер наблюдения                               |
| Март 2023     | Неофициальное соглашение с США: освобождение заключенных ↔ разморозка активов | Частичное размораживание $6 млрд. иранских средств в Южной Корее |
| Май 2024      | Доклад МАГАТЭ о запасах урана (в 30 раз выше лимита СВПД)                     | Рост поддержки санкций в Конгрессе США                           |

### Ближневосточная политика: «Ось сопротивления» и конфронтация с Израилем
Администрация Раиси активизировала поддержку региональных прокси-сил в рамках доктрины «сдерживания через эскалацию». Ключевыми направлениями стали:
1. Военно-техническая помощь группировкам в секторе Газа, Ливане, Сирии и Йемене. После нападения ХАМАС на Израиль 7 октября 2023 года Раиси публично назвал операцию «естественным ответом на оккупацию» и пообещал продолжать поставки оружия палестинцам[26]. Под его руководством Иран нарастил передачу ракетных технологий «Хезболле» в Ливане, что привело к регулярным обменам ударами между ней и Израилем[5];
2. Координация с Саудовской Аравией. Несмотря на историческое соперничество, при посредничестве Китая в марте 2023 года Иран и Саудовская Аравия восстановили дипломатические отношения. Раиси расценивал это как победу, ослабляющую антииранский блок, но сохранял поддержку хуситов в Йемене, что ограничивало доверие между сторонами[27][28];
3. Расширение влияния в Сирии и Ираке. Иранские советники и шиитские ополчения, лояльные Тегерану, укрепляли позиции в приграничных с Израилем районах Сирии. Удары Израиля по иранским объектам в Дамаске и Алеппо (например, уничтожение склада ракет КСИР в декабре 2023 года) получали жесткие ответные угрозы от Раиси[5].

Конфронтация с Израилем достигла беспрецедентного уровня. Раиси называл Израиль «незаконным образованием» и заявлял, что «малейшая агрессия» приведет к массированному удару со стороны Ирана и его союзников. В апреле 2022 года он прямо пригрозил применением баллистических ракет против израильских городов. Эту риторику подкрепляли военные учения КСИР, моделирующие атаки на «Димо́ну» (израильский ядерный центр) и Хайфу. После начала войны в Газе Раиси обвинил Израиль в «геноциде» и назвал западные страны, включая США, его соучастниками. Он отвергал Авраамские соглашения (2020—2021) о нормализации отношений арабских государств с Израилем, утверждая, что они «предают палестинское дело».

### Стратегическое партнерство с Россией и Китаем
Углубление отношений с Москвой и Пекином стало ответом на западные санкции. После вторжения России на Украину в феврале 2022 года Раиси ускорил военно-техническое сотрудничество:
1. Поставки беспилотников. Иран передал России тысячи ударных дронов «Shahed 136» (аналог «Гераней-1»), которые использовались против украинской инфраструктуры. В обмен Тегеран получил доступ к российским военным технологиям и помощь в запуске спутников[5][26];
2. Экономические соглашения. В январе 2024 года страны заключили договор на $2,5 млрд. о строительстве железной дороги «Рашт – Астара», ключевого звена транспортного коридора «Север–Юг». Иран также начал поставки сжиженного газа в Россию через Каспий[26];
3. Дипломатическая координация: Раиси поддержал российские инициативы в ООН по Украине, а Москва блокировала резолюции СБ ООН против иранской ядерной программы. Визит Раиси в Москву в 2023 году включал переговоры с Путиным о создании альтернативной SWIFT системы[26].

С Китаем Иран подписал 25-летнее стратегическое соглашение (2021), предусматривающее инвестиции в $400 млрд. в энергетику и инфраструктуру в обмен на гарантии поставок нефти. Пекин стал крупнейшим покупателем иранской нефти, несмотря на санкции США, используя теневые схемы оплаты. Однако китайские компании проявляли осторожность, опасаясь вторичных санкций, что ограничивало реализацию проектов.

### Санкции и международная изоляция
Раиси стал первым иранским президентом, находившимся под персональными санкциями США и ЕС еще до избрания. В 2019 году США ввели ограничения за причастность к комиссиям смертей 1988 года и подавлению протестов. ЕС присоединился к санкциям в 2021 году после нарушений прав человека. Это осложняло его международные контакты, а именно:
1. Ограничение передвижений. Раиси редко покидал Иран, опасаясь правовых рисков. В декабре 2023 года он отменил визит в Женеву после предупреждений швейцарских правозащитников о попытках его ареста[5];
2. Дипломатическая конфронтация. Инциденты вроде захвата британского танкера «Стаена Имперо» (2023) Ираном в ответ на арест судна с иранской нефтью Великобританией усугубляли изоляцию[27];
3. Попытки разорвать блокаду. Иран активизировал торговлю с Венесуэлой (обмен нефти на золото), Суданом и Сирией, а также подключался к платежным системам России и Китая для обхода SWIFT[25].

## Гибель

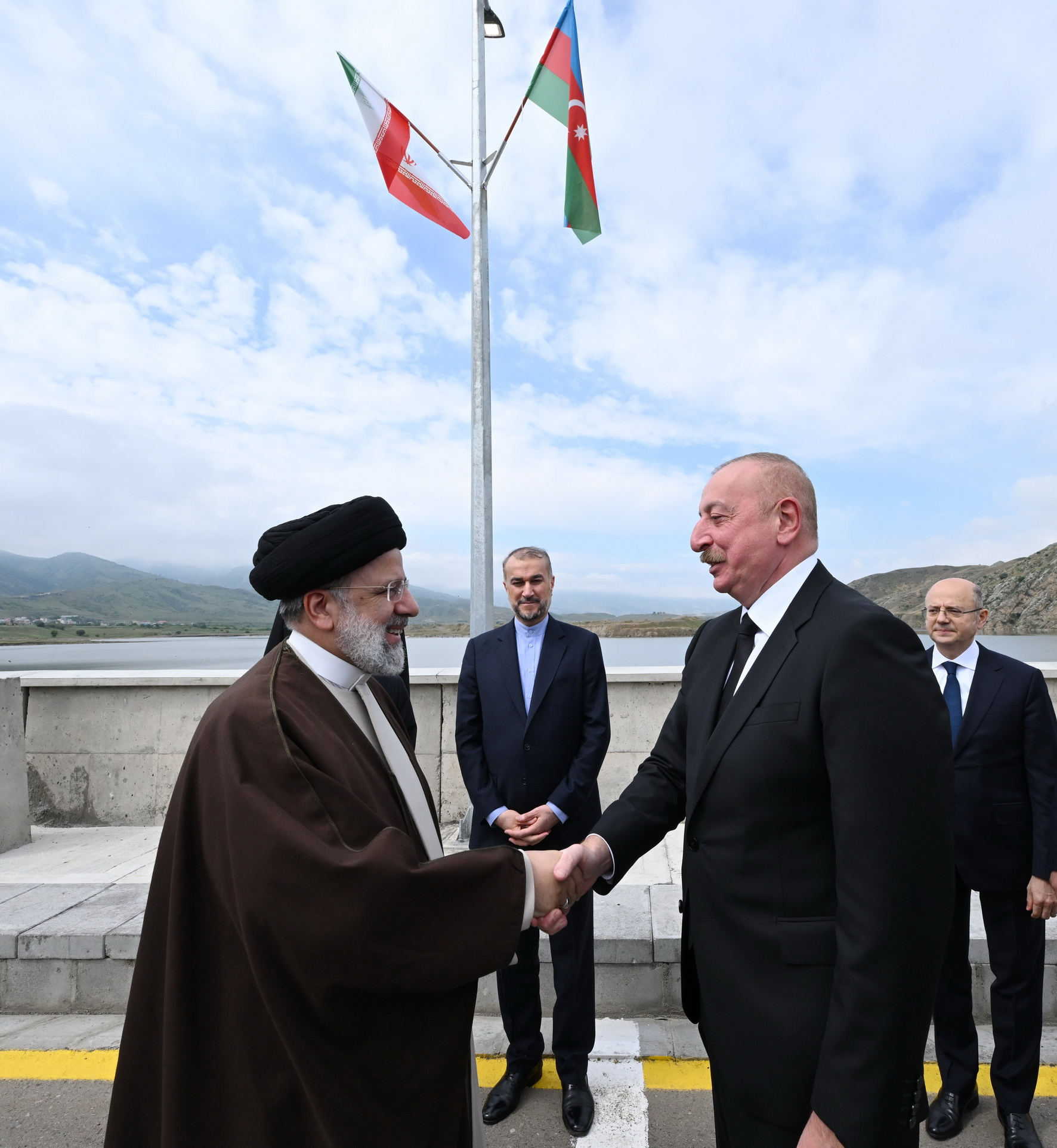
Ибрахим Раиси с Ильхамом Алиевым на границе с Азербайджаном 19 мая 2024 года, за несколько часов до своей гибели

19 мая 2024 года вертолёт Bell 212 американского производства, на борту которого находился президент Ирана Ибрахим Раиси, потерпел катастрофу в горной местности близ селения Узи близ Дизмара в остане (провинции) Восточный Азербайджан на северо-западе Ирана. Инцидент произошёл при возвращении делегации из приграничного с Азербайджаном Джебраильского района, где Раиси совместно с президентом Азербайджана Ильхамом Алиевым участвовал в церемонии открытия гидроузлов на реке Аракс. Помимо президента, на борту находились министр иностранных дел Хосейн Амир Абдоллахиян, губернатор провинции Восточный Азербайджан Малек Рахмати, имам Тебриза Мохаммад Али Але Хашем, начальник президентской охраны генерал Мехди Мусави и три члена экипажа — всего восемь человек. Все они погибли.

### Хронология событий и поисково-спасательная операция
Связь с вертолётом, входившим в группу из трёх машин, прервалась около 13:00 по местному времени в условиях сильного тумана и ливня, снизивших видимость до 5 метров. Два других вертолёта благополучно достигли Тебриза. Первоначальные сообщения иранских государственных СМИ (включая агентство Mehr) о благополучной эвакуации Раиси и его следовании в Тебриз автомобилем оказались ошибочными и были опровергнуты.
Поиски осложнялись сложным горным рельефом, ночным временем и продолжавшимся ухудшением погоды (перешедшей в снежную бурю). К операции привлекли более 70 спасательных отрядов, включая подразделения Корпуса стражей исламской революции (КСИР). Международная помощь включала:
1. Россию, направившую два самолёта МЧС (Ил-76) с 50 спасателями и спецоборудованием[35][36][37];
2. Турцию, предоставившую беспилотник Bayraktar Akıncı с системой тепловизионного наблюдения[35][36][37];
3. Евросоюз, активировавший спутниковую систему Copernicus[35][36][37].

| Время         | Событие                                                          |
| ------------- | ---------------------------------------------------------------- |
| 19 мая, 13:00 | Потеря связи с вертолётом в районе Узи                           |
| 19 мая, 23:00 | Турецкий БПЛА обнаружил тепловой сигнал в труднодоступном районе |
| 20 мая, 5:00  | Спасатели достигли места крушения                                |
| 20 мая, 7:00  | Официально подтверждена гибель всех 8 человек на борту           |

Место крушения было обнаружено турецким беспилотником около 23:00 19 мая по тепловому сигналу, а к 05:00 20 мая спасатели добрались до обломков. Вертолёт полностью сгорел, столкнувшись с горным склоном на высоте около 2200 метров. Глава Красного Полумесяца Ирана Пирхоссейн Коливанд констатировал отсутствие признаков жизни у пассажиров и экипажа. Тела были сильно обожжены, что затруднило их идентификацию.

### Международная реакция и расследование причин катастрофы
Высший руководитель Ирана Али Хаменеи в экстренном обращении объявил пятидневный национальный траур, заверив, что «управление страной не будет нарушено». Тегеранская фондовая биржа приостановила работу, государственное телевидение прервало вещание, транслируя молитвы и репортажи с места катастрофы.

#### Позиции ключевых международных игроков
- Россия: Президент Владимир Путин назвал Раиси «надёжным партнёром» и заявил о готовности помочь в расследовании. Министр иностранных дел Сергей Лавров косвенно обвинил США, указав, что американские санкции ограничили поставки запчастей для авиатехники, «сознательно снижая уровень безопасности»[34][35];
- США: Администрация Джо Байдена, по данным Politico, опасалась обвинений в причастности, но публично выразила соболезнования[35][36];
- Соседние государства: Турция, Азербайджан, Катар и Саудовская Аравия предложили помощь и поддержку. Еврокомиссия активировала механизмы спутникового мониторинга[35][37].

Расследование, проведённое иранскими экспертами при участии Генштаба Вооружённых сил, исключило внешнее воздействие (диверсию или обстрел). Агентство Fars со ссылкой на источники в спецслужбах назвало две основные причины:
1. Погодный фактор: Задержка вылета из-за переговоров в Азербайджане привела к ухудшению погодных условий (туман, ливень)[37][38];
2. Перегруз вертолёта: На борту находилось на два человека больше нормы, что снизило манёвренность. При попытке пилота набрать высоту для выхода из тумана двигатели не справились с нагрузкой[37][38].

Осмотр обломков не выявил следов взрывчатки или химикатов. Запись переговоров с диспетчерами также не содержала аномалий.

### Похороны и внутриполитический контекст
Церемонии прощания прошли в нескольких городах по маршруту следования траурного кортежа:
1. Тебриз (20 мая): Траурный митинг с участием десятков тысяч человек[34][35];
2. Кум (21 мая): Процессия у священной для шиитов гробницы Фатимы Масуме[34][35];
3. Тегеран (22 мая): Центральная церемония в Университете Тегерана с участием Высшего руководителя Хаменеи. Россию представлял спикер Госдумы Вячеслав Володин[34][35];
4. Мешхед (23 мая): Погребение Раиси в мавзолее имама Резы — важнейшей шиитской святыне. Хаменеи лично совершил погребальную молитву[34][35].

#### Полярность общественной реакции
Власти мобилизовали массовое участие в траурных мероприятиях, демонстрируя единство консервативного лагеря. Одновременно в соцсетях и диаспоре звучала критика: Раиси напоминали о его роли в комиссиях смерти 1988 года (казни тысяч политзаключённых) и подавлении протестов 2022 года. Сын свергнутого шаха Реза Пехлеви назвал соболезнования «оскорблением памяти жертв». Генеральная прокуратура Ирана издала директиву о преследовании за «оскорбление памяти Раиси» в интернете.

### Политические последствия
Согласно ст. 131 Конституции Ирана, обязанности президента временно перешли к первому вице-президенту Мохаммаду Мохберу. Вместе с главой судебной власти и спикером парламента он сформировал Совет по организации президентских выборов, назначенных на 28 июня 2024 года (в пределах 50-дневного срока).

## Критика
Период президентства Ибрахима Раиси (2021—2024) сопровождался значительной критикой как внутри Ирана, так и на международном уровне. Основные направления критики включали обвинения в нарушениях прав человека, авторитарных методах управления, экономической некомпетентности, военно-политической эскалации в регионе и манипуляциях избирательным процессом.

### Нарушения прав человека и политические репрессии

#### Участие в массовых казнях политзаключëнных в 1988 году

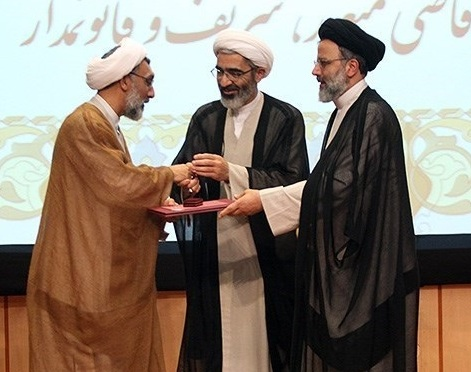
Ибрахим Раиси и Мостафа Пурмохаммади — основные ключевые лица, причастные к принятию решений в ходе массовых казней политзаключённый в 1989 году

Раиси на протяжении всей карьеры сталкивался с обвинениями в причастности к внесудебным расправам над политзаключёнными. Наиболее серьёзные претензии связаны с его ролью в так называемых комиссиях смерти 1988 года. Тогда, по данным Amnesty International, были казнены от 2,8 до 3,8 тыс. членов оппозиционных групп, преимущественно из Организации моджахедов иранского народа (МЕК). Раиси, занимавший в 27 лет должность заместителя прокурора Тегерана, входил в состав комитета из четырёх судей, выносивших смертные приговоры на основе религиозно-политических критериев. Аудиозапись 2016 года, где бывший заместитель высшего руководителя Хосейн-Али Монтазери осуждает казни как «величайшее преступление истории Исламской республики», фиксирует голос Раиси, требующего санкции на казнь ещё 200 заключённых. Официально Тегеран отрицал факт казней, называя жертв «террористами». В 2019 году США ввели против Раиси персональные санкции за нарушения прав человека, а в 2023 году он отменил визит в Женеву из-за угрозы ареста по этому делу.

#### Подавление протестов и гендерная политика
В сентябре 2022 года смерть Махсы Амини после задержания полицией нравов спровоцировала общенациональные протесты. В ответ администрация Раиси:
1. Ужесточила закон «о хиджабе и целомудрии», обязав женщин строже соблюдать исламские нормы одежды[42][43];
2. Санкционировала силовое подавление демонстраций с применением спецподразделений КСИР. По оценкам правозащитных групп (включая Human Rights Activists in Iran[англ.]), погибли не менее 500 человек, свыше 20 тыс. были арестованы[41][44];
3. Провела показательные казни активистов, обвинённых в убийстве силовиков[41].

Критики, включая Марьям Раджави (лидер оппозиционного Национального совета сопротивления Ирана), называли Раиси «символом репрессивной машины», чья политика усугубила раскол между режимом и молодёжью.

#### Систематические ограничения свобод
В период протестов 2022—2023 гг. власти блокировали соцсети Instagram и WhatsApp, и ограничивали доступ к интернету.
Несмотря на реформы Раиси как главы судебной власти (2019—2021), включая смягчение приговоров за ненасильственные преступления, при нём сохранялась практика «слепых» судебных процессов по политическим делам. Особую критику вызывала деятельность Специального духовного суда, где Раиси был прокурором (2012—2021) — этот орган рассматривал дела диссидентов-клириков без адвокатов.

### Политический авторитаризм и манипуляции выборами

#### Фальсификация электоральных процессов
Президентские выборы 2021 года, приведшие Раиси к власти, подверглись жёсткой критике из-за:
1. Дисквалификации кандидатов: Совет стражей конституции отстранил 585 из 592 претендентов, включая умеренных реформаторов (Али Лариджани) и популистов (Махмуда Ахмадинежада)[43]. Оставшиеся семь кандидатов были представителями консервативного лагеря;
2. Рекордно низкая явка (48.8%): По данным BBC, это был худший показатель за историю Исламской республики, отразивший бойкот оппозиции и апатию избирателей[5][40].

Эксперты (например, политолог Мохаммад Али Шабани) расценили это как превращение выборов в «имитационную процедуру» по воле Высшего руководителя Хаменеи.

#### Концентрация власти
Раиси занимал ключевые посты одновременно: президент (2021—2024), член Совета экспертов (2006—2024), хранитель фонда "Астан Кудс Разави" (2016–2019). Это нарушало принцип разделения властей.
Фактическая подчинённость президента Высшему руководителю ограничивала самостоятельность решений. Как отмечал директор Chatham House Санам Вакиль, внешняя политика и силовой блок контролировались КСИР и кабинетом Хаменеи, а не администрацией Раиси.

### Экономическая политика и социальные проблемы
Несмотря на предвыборные обещания побороть бедность и коррупцию, результаты экономического курса Раиси оценивались негативно:
1. Санкции и инфляция: Ужесточение западных санкций из-за ядерной программы и поддержки России привело к:
  - Росту инфляции до 40–50% в 2022—2024 гг.[42];
  - Обвалу риала на 400% к доллару за 3 года[42];
  - Сокращению доходов среднего класса — по данным Всемирного банка, за чертой бедности оказалось 30% населения[42].
2. Невыполнение программ: План строительства 4 млн. домов для бедных к 2025 году был сорван — введено менее 500 тыс. единиц жилья[42];
3. Коррупция: Хотя Раиси инициировал антикоррупционные кампании как глава судебной власти[45], Transparency International в 2023 году поместила Иран на 149-е место из 180 в рейтинге восприятия коррупции, указав на скандалы с фондом Setad (управлялся и. о. президента Мохбером)[42][44].

### Внешнеполитическая эскалация

#### Поддержка России в войне против Украины
В 2022—2024 гг. Иран поставил России тысячи ударных дронов "Shahed 136", которые использовались для ударов по гражданской инфраструктуре.
Раиси лично одобрил военно-техническое сотрудничество, заявив в декабре 2022 года Путину: «Расширение НАТО — угроза стабильности независимых стран». Это привело к новым санкциям ЕС и введению ограничений против иранских компаний Минобороны.

#### Конфронтация с Израилем и западными странами
После начала войны в Газе в октябре 2023 года Раиси назвал действия Израиля «геноцидом», поддержанным Западом.
В апреле 2024 Иран осуществил ракетно-дронный удар по Израилю (более 300 снарядов) в ответ на авиаудар по консульству в Дамаске. Это спровоцировало кризис в регионе, хотя Раиси не обладал реальными полномочиями для запуска операции — решение принималось КСИР и Хаменеи.

#### Региональная изоляция
Попытки МИД Ирана при Раиси и Абдоллахияне улучшить отношения с арабскими странами (включая Саудовскую Аравию) дали ограниченные результаты. После ударов по Израилю ряд государств Персидского залива осудили Тегеран.

### Критика в контексте преемственности власти
Раиси рассматривался как вероятный преемник Хаменеи на посту высшего руководителя. Его гибель в мае 2024 устранила ключевого конкурента Моджтабы Хаменеи (сына аятоллы), усилив подозрения о наследственной передаче власти, что противоречит идеалам Исламской революции. Также это вызвало неоднозначную реакцию в обществе: официальный траур контрастировал с фейерверками в Тегеране, которые часть наблюдателей связала с радостью оппозиции. По мнению Бехнама Бен Талеблу (Фонд защиты демократий в Вашингтоне), смерть Раиси стала «стратегическим ударом по режиму», лишив его фигуры, способной консолидировать консерваторов.
| Год         | Инициатор             | Причина | Правовое основание        |
| ----------- | --------------------- | --- | ------------------------- |
| 2019 — 2022 | США                   | Участие в массовых казнях политзаключëнных (1988); подавление протестов в Иране (2022—2023)                                | Закон Магнитского         |
| 2022        | ЕС                    | Военные поставки России для вторжения на Украину с последующим разрушением инфраструктуры; нарушение прав человека в Иране | Регламент ЕС 2022/190     |
| 2023        | Канада Великобритания | Репрессии против противников администрации Раиси; поддержка терроризма                                                     | Закон о специальных мерах |

### Оценки наследия
Критика президентства Раиси фокусируется на системных проблемах, а именно:
1. Двойственность реформ: Борьба с коррупцией сочеталась с закрытостью судебной системы. Инициативы по защите женщин[46] нивелировались репрессиями за «нарушение хиджаба»;
2. Экономическая изоляция: Несмотря на вступление в БРИКС и ШОС (2023—2024)[46], санкции оставались главным барьером для роста;
3. Утрата легитимности: Жёсткий курс усилил отчуждение молодёжи, что проявилось в протестах 2022 года. По оценке The Economist, до 70% иранцев до 30 лет негативно оценивали его политику[42].

Аналитики (например, Эсфандияр Батмангхелидж) подчёркивали, что Раиси, будучи «технократом репрессий», не оставил значимых достижений, а его гибель высветила хрупкость иранской политической системы.

### Комментарии
1. ↑  Иногда в разных СМИ имя Ибрахима Раиси упоминается по разному. Так, в ТАСС об его биографии его имя пишется как Эбрахим Раиси[1], а в Forbes Ukraine – Ибрагим Раиси[2]